# 後房雄
後 房雄（うしろ ふさお、1954年6月24日 - ）は、日本の行政学者、政治学者。愛知大学教授、名古屋大学名誉教授。

## 来歴
富山県出身。1977年京都大学法学部を卒業後、1982年名古屋大学大学院法学研究科博士後期課程を単位取得退学。大学院ではマルクス主義政治学の大家田口富久治に師事。同年、名古屋大学法学部助手文部教官に任官。
名古屋大学法学部助教授、名古屋大学法学部教授を経て、愛知大学地域政策学部教授（2019年現在）。
おもな論文に「マルクス主義国家論の新展開と行政研究の視角」「近隣政府と地域自治組織―公的組織か指摘組織か、決定機能か実施機能か」などがある。

## 名古屋市政との関わり
2009年4月の名古屋市長選では、河村たかし陣営のマニフェスト作成において中心的な役割を果たし、市長当選後に「市長の戦略チーム」として河村が立ち上げた諮問会議の事務局長に就任したが、その後1ヶ月弱で経営アドバイザーを退任。

## 主な役職
- 公益社団法人日本サードセクター経営者協会 代表理事（2009年～）
- 市民フォーラム21・NPOセンター 代表理事（1997年〜2021年）
- 日本公共政策学会 会長（2016年〜2018年）
- 日本学術会議 連携委員（2017年～2023年）
- 日本行政学会 理事（1996年〜2010年)
- 日本NPO学会 理事（1998年～2012年、2018年〜2020年）
- 日本比較政治学会 理事(1998年～2000年)
- 独立行政法人経済産業研究所 ファカルティ―・フェロー（2010年～2018年）
- 中部高等学術研究所 客員教授（2017年～2020年）

## 著書

### 単著
- 『グラムシと現代日本政治--「受動的革命」論の思想圈』（世界書院、1990年）
- 『政権交代のある民主主義--小沢一郎とイタリア共産党』（窓社、1994年）
- 『「オリーブの木」政権戦略--イタリア中道左派連合から日本政治へのメッセージ』（大村書店、1997年）
- 『NPOは公共サービスを担えるか―次の10年への課題と戦略』（法律文化社、2009年）
- 『政権交代への軌跡―小選挙区制型民主主義と政党戦略』（花伝社、2009年）
- 『地方自治における政治の復権  政治学的地方自治論』 (北大路書房、2022年)

### 共著
- 『政治学と現代世界』（御茶の水書房、1983年）
- 『転換期の福祉国家と政治学（年報政治学1988）』（岩波書店、1989年）
- 『ケインズ主義的福祉国家　先進6ヵ国の危機と再編』（青木書店、1989年）
- 『国際化時代の行政（年報行政研究24）』（ぎょうせい、1990年）
- 『グラムシの思想空間 グラムシの新世紀・生誕101年記念論集』（社会評論社、1992年）
- 『グラムシと現代世界』（社会評論社、1993年）
- 『新保守主義下の行政（年報行政研究28）』（ぎょうせい、1993年）
- 『講座現代の政治学第3巻 現代政治の理論と思想』（青木書店、1994年）
- 『現代日本の法と政治』（三省堂、1994年）
- 『講座行政学第3巻 政策と行政』（有斐閣、1994年）
- 『非営利協同の時代』（シーアンドシー出版、1995年）
- 『55年体制の崩壊（年報政治学1996）』（岩波書店、1996年）
- 『ウォルフレンを読む』（窓社、1996年）
- 『NPOと新しい協同組合』（シーアンドシー出版、1996年）
- 『連立政治 同時代の検証』（朝日新聞社、1997年）
- 『比較・選挙政治 90年代における先進5カ国の選挙』（ミネルヴァ書房、1998年）
- 『行政-NPOの協働関係と事業委託のルール』（市民フォーラム21・NPOセンター、2001年）
- 『行政の新展開』（法律文化社、2002年）
- 『政治の構造改革 政治主導確立大綱』（東信堂、2002年）
- 『事業委託におけるNPO-行政関係の実態と成熟への課題』（市民フォーラム21・NPOセンター、2003年）
- 『NPOは自治体を救えるか!? 改革市長の「小さな自治体」構想』（市民フォーラム21・NPOセンター、2003年）
- 『市民が作った市政の通信簿 - 東海市まちづくり指標のすべて』（市民フォーラム21・NPOセンター、2004年）
- 『新版 比較・選挙政治--21世紀初頭における先進6カ国の選挙』（ミネルヴァ書房、2004年）
- 『分権社会の到来と新フレームワーク』（日本評論社、2004年）
- 『市民参加型社会とは 愛知万博計画過程と公共圏の再創造』（有斐閣、2005年）
- 『現代日本の市民社会 サードセクター調査による実証分析 』（法律文化社、2019年）
- 『協働と参加―コミュニティづくりのしくみと実践』（晃洋書房、2021年）

### 編著
- 『大転換 - イタリア共産党から左翼民主党へ』（窓社、1991年）
- 『NPOがよくわかる本 - はじめてNPOにふれる人のために』（市民フォーラム21・NPOセンター、2002年）
- 『イギリスNPOセクターの契約文化への挑戦 - コンパクトと行政-NPO関係の転換』（市民フォーラム21・NPOセンター、2004年）
- 『事業委託のディレンマとNPOの戦略 - 協働の理念から実践へ』（市民フォーラム21・NPOセンター、2004年）
- 『NPOは公共サービスを担えるか? NPO、企業、行政、組合からみた指定管理者制度』（市民フォーラム21・NPOセンター、2005年）

### 訳書
- ボブ・ジェソップ『プーランザスを読む マルクス主義理論と政治戦略』（合同出版、1987年）
- ヴィクトリア・デ・グラツィア『柔らかいファシズム--イタリア・ファシズムと余暇の組織化』（有斐閣、1989年）
- ピエトロ・イングラオ『イタリア共産党を変えた男--ピエトロ・イングラオ自伝』（日本経済評論社、2000年）
- ジュリアン ルグラン『準市場 もう一つの見えざる手―選択と競争による公共サービス』（法律文化社、2010年）